# Protea III - Verso la morte
Protea III - Verso la morte (Protéa III ou La course à la mort) è un film muto del 1915 diretto da Joseph Faivre.

## Produzione
Il film fu prodotto dalla Éclair, terza puntata delle avventure di Protéa, una avventurosa investigatrice maestra nell'arte del travestimento. Il primo film della serie era stato diretto da Victorin-Hippolyte Jasset che però morì prima che il film uscisse nelle sale. La seconda e la terza puntata la firmò Joseph Faivre, mentre gli ultimi due film della serie furono firmati rispettivamente da Gérard Bourgeois (co-sceneggiatore di questo film) e Jean-Joseph Renaud.

## Distribuzione
In Italia venne distribuito dall'Éclair nell'ottobre 1915.
Il film uscì nelle sale francesi il 12 dicembre 1915.